# Adavihalli, Harapanahalli
Adavihalli là một làng thuộc tehsil Harapanahalli, huyện Davanagere, bang Karnataka, Ấn Độ.